# Flatiron Building (Bellingham)
The Hamilton Building, také známá jako The Flatiron Building of Bellingham, je nejstarší „mrakodrap“ v Bellinghamu ve státě Washington. Byl postaven roku 1908 pro Nábytkovou společnost Bellinghamova zálivu, která byla založena roku 1889 a vlastnil ji Talifero Simpson Hamilton. Budova stála 100 tisíc dolarů a při stavbě bylo použito 35 tisíc barelů cementu a asi 100 tun oceli. Díky svému trojúhelníkovému tvaru a podobnosti s newyorskou Fuller Building okamžitě získala přezdívku Flatiron. Do roku 1926 se jednalo o nejvyšší budovu města.

## Konstrukce
Na konci roku 1906 si společnost Bellingham Bay Improvement Company najala architekta Jamese C. Teagua, aby nakreslil předběžné plány pro pětipatrovou budovu, která zaplní jejich trojúhelníkový pozemek na křižovatce ulic Champion Street, Prospect Street a Bay Street v centru Bellinghamu, které je špičkovou lokalitou. Měla to být betonová budova s přízemím oděným do cihel a kamene. V původních plánech měla být v přízemí banka a malé obchody, zatímco kanceláře a obytné prostory ve vyšších patrech. Stavbu ale měla pozdržet žaloba týkající se pozemku a také výstavba dočasného kluziště.
V dubnu 1907 oznámil deník The Bellingham Herald o koupi pozemku Nábytkovou společností Bellinghamova zálivu v čele s Taliferem Simpsonem Hamiltonem. Společnost za pozemek utratila 15 tisíc dolarů a urychleně plánovala postavení prvního bellinghamského mrakodrapu. Krátce po koupi zavrhli Teagův návrh a nechali si udělat nový of Franka C. Burnse. Ten navrhl neozdobenou sedmipatrovou budovu z železobetonu s falešnými komíny a velkou dřevěnou římsou, která už byla odstraněna. Aby došlo k maximalizování rozlohy pater, na všech stranách budovy byla velká okna, která vyloučila potřebu světelné studny uprostřed domu. V návrhu byly zahrnuty dva výtahy, jeden osobní, druhý nákladní. Přes svou velikost byla budova pouze o 370 m² rozlehlejší než původní sídlo společnosti na křižovatce Holly Street a Bay Street.
V červnu 1907 se konal výběr stavební společnosti pro budovu, která byla tehdy známá jako Hamilton Block. Zatímco Booker & Campbell vyhráli soutěž o obecnou stavbu, Baumaster měl na starosti dřevařské práce. Smlouva obsahovala klauzuli, že šest pater budovy musí být hotovo do 1. ledna 1908 a sedmé patro bude přidáno později. Struktura budovy měla být dost pevná, aby se ji podařilo unést i další čtyři patra, pouze však v případě potřeby. Panika roku 1907 téměř zastavila stavbu, nakonec ale, stejně jako u ostatních projektů ve městě, utrpěla budova pouze zpoždění, takže byla dokončena po stanovené lhůtě. Nakonec byly plány pro další podlaží zrušeny. Formálně byla budova otevřena veřejnosti v květnu 1908.

## Požár
Večer 28. dubna 1924 vypukl na nejvyšším patře budovy požár, který se dostal na střechu. Díky konstrukci ze železobetonu ale struktura zůstala neporušená. Jelikož 90 % poškození bylo kryto pojištěním, rekonstrukce začala krátce po požáru. Přitom Hamilton provozoval svůj obchod s nábytkem na druhé straně ulice, částečně pod cirkusovým stanem. Rekonstrukce trvala celé tři roky a jako prevence před dalším požárem byl nainstalován automatický kropicí systém s nádrží na střeše, první svého druhu ve městě. Dalším krokem k prevenci bylo přemístění osobního výtahu, kde požár začal, naproti nákladnímu výtahu. Po požáru bylo také druhé mezipatro přeměněno na celé patro, takže při znovuotevření měla budova o patro více, aniž by se změnila její výška.

## Současnost
Nábytková společnost Bellinghamova zálivu měla své sídlo v budově až do svého zániku v roce 1979. Poté byla opuštěná a jejím vlastníkem bylo město Bellingham. V lednu 1983 byla přidána do Národního rejstříku historických míst.
V roce 1990 budovu předělala společnost Christenson Engineering, která jí pak využívala jako své sídlo. V roce 1993 byla společnost prodána aljašskému dopravci ropy VECO, který byl v roce 2007 zakoupen společností CH2M HILL.
V dubnu 2010 si budovu dlouhodobě pronajala místní společnost Logos Bible Software, která se nastěhovala poté, co smlouva s CH2M HILL skončila na konci srpna 2010.